# I-177 (tàu ngầm Nhật)
I-177 (nguyên là tàu ngầm số 155, rồi I-77 cho đến ngày 20 tháng 5, 1942) là một tàu ngầm tuần dương  Lớp Kaidai thuộc phân lớp Kaidai VII, nhập biên chế cùng Hải quân Đế quốc Nhật Bản vào cuối năm 1942. Nó đã hoạt động trong Chiến tranh Thế giới thứ hai, tuần tra tại Australia, hoạt động tại vùng biển Bắc Thái Bình Dương và tham gia các chiến dịch New Guinea, quần đảo Mariana và Palau trước khi bị tàu hộ tống khu trục USS Samuel S. Miles (DE-183) đánh chìm tại khu vực Palau vào ngày 3 tháng 10, 1944 với tổn thất nhân mạng toàn bộ.

## Thiết kế và chế tạo

### Thiết kế
Phân lớp tàu ngầm Kaidai VII là phiên bản tàu ngầm tấn công tầm trung được phát triển dựa trên phân lớp Kaidai VI. Chúng có trọng lượng choán nước 1.862 tấn (1.833 tấn Anh) khi nổi và 2.648 tấn (2.606 tấn Anh) khi lặn, lườn tàu có chiều dài 105,5 m (346 ft 2 in), mạn tàu rộng 8,25 m (27 ft 1 in) và mớn nước sâu 4,6 m (15 ft 1 in). Con tàu có thể lặn sâu 80 m (262 ft) và có một thủy thủ đoàn đầy đủ bao gồm 86 sĩ quan và thủy thủ.
Chiếc tàu ngầm trang bị hai động cơ diesel Kampon Mk.1A Model 8 hai thì công suất 4.000 mã lực phanh (2.983 kW), mỗi chiếc vận hành một trục chân vịt. Khi lặn, mỗi trục được vận hành bởi một động cơ điện 900 mã lực (671 kW).Con tàu có thể đạt tốc độ tối đa 23 hải lý trên giờ (43 km/h; 26 mph) khi nổi và 8 hải lý trên giờ (15 km/h; 9,2 mph) khi lặn. Khi Kaidai VII di chuyển trên mặt nước nó đạt tầm xa hoạt động 8.000 hải lý (15.000 km; 9.200 mi) ở tốc độ 16 hải lý trên giờ (30 km/h; 18 mph), và có thể lặn xa 50 nmi (93 km; 58 mi) ở tốc độ 5 hải lý trên giờ (9,3 km/h; 5,8 mph).
Lớp Kaidai VII có sáu ống phóng ngư lôi 53,3 cm (21,0 in), tất cả đều được bố trí trước mũi, và mang tổng cộng 12 ngư lôi. Vũ khi trên boong tàu thoạt tiên dự định bao gồm hai khẩu pháo phòng không 25 mm (1,0 in) Kiểu 96 nòng đôi, nhưng sau đó một hải pháo 12 cm (4,7 in) chống hạm thay chỗ cho một khẩu đội 25mm.

### Chế tạo
Được đặt hàng trong khuôn khổ Chương trình Vũ trang Hải quân Bổ sung thứ tư năm 1939, nhưng nó chỉ được đặt lườn như Tàu ngầm số 155 tại xưởng tàu của hãng Kawasaki ở Kobe vào ngày 10 tháng 3, 1941. Nó được đổi tên thành I-77 và phối thuộc cùng Quân khu Hải quân Sasebo vào ngày 17 tháng 12, 1941, được hạ thủy vào ngày 20 tháng 12, 1941, rồi được đổi tên thành I-177 vào ngày 20 tháng 5, 1942 và nhập biên chế cùng Hải quân Đế quốc Nhật Bản vào ngày 28 tháng 12, 1942.

## Lịch sử hoạt động

### 1943
Khi nhập biên chế, I-177 được phân về Hải đội Tàu ngầm Kure trực thuộc Quân khu Hải quân Kure. Nó được điều sang Đội tàu ngầm 22 vào ngày 25 tháng 2, 1943, trực thuộc Đệ Lục hạm đội, một bộ phận của Hạm đội Liên hợp. Đội tàu ngầm 22 được chuyển sang Hải đội Tàu ngầm 3 trực thuộc Đệ Lục hạm đội vào ngày 15 tháng 3, 1943. Đến ngày 30 tháng 3, I-177 rời Kure để cùng tàu ngầm chị em I-178 đi sang khu vực Truk, đến nơi vào ngày 7 tháng 4.

#### Chuyến tuần tra thứ nhất
Khởi hành từ Truk vào ngày 10 tháng 4 cho chuyến tuần tra đầu tiên trong chiến tranh, I-177 cùng các tàu ngầm I-178 và I-180 hoạt động dọc bờ biển phía Đông Australia. Nó đang ở ngoài khơi Brisbane, 20 nmi (37 km) về phía Đông Nam Cape Byron vào ngày 26 tháng 4, khi nó tấn công một đoàn tàu vận tải Đồng Minh, đánh chìm tàu chở hàng Anh Limerick tại tọa độ 28°54′N 153°54′Đ / 28,9°N 153,9°Đ. Các tàu vũ trang hộ tống đã phản công, thả hai quả mìn sâu, nhưng I-177 thoát được mà không bị hư hại.
Rạng sáng ngày 14 tháng 5, I-177 đang đi trên mặt nước tại vị trí 40 nmi (74 km) về phía Đông Brisbane, khi nó phát hiện chiếc tàu bệnh viện Australia AHS Centaur đang đi lên hướng Bắc tại vị trí 24 nmi (44 km) về phía Đông Bắc đảo North Stradbroke. Centaur khởi hành từ Sydney, Australia vào ngày 12 tháng 5, đang trên đường đi Port Moresby, New Guinea ngang qua Cairns, Australia để di tản người bệnh và thương binh tham gia Chiến dịch New Guinea. Centaur bật hết đèn đang khi di chuyển và mang phù hiệu cần thiết của một tàu bệnh viện trong thời chiến theo quy định của Công ước Hague. Tuy nhiên, I-177 lại lặn xuống độ sâu kính tiềm vọng và đến 04 giờ 10 phút đã phóng một ngư lôi tấn công Centaur, đánh trúng chiếc tàu bệnh viện lúc 04 giờ 15 phút. Quả ngư lôi gây kích nổ thùng nhiên liệu, khiến con tàu bốc cháy; nó lật nghiêng qua mạn trái và đắm chỉ trong vòng ba phút ở vùng nước sâu 550 m (1.800 ft), tại tọa độ 27°17′N 154°05′Đ / 27,283°N 154,083°Đ. Những người sống sót trôi nổi trên mặt biển cho đến ngày hôm sau, khi họ được một máy bay tuần tra Avro Anson của Không quân Hoàng gia Australia phát hiện,</ref> và được tàu khu trục Hoa Kỳ cứu vớt lúc 14 giờ 00 ngày 15 tháng 5. Trong tổng số 332 người có mặt trên Centaur, chỉ có 64 người sống sót. I-177 kết thúc chuyến tuần tra khi về đến Truk vào ngày 23 tháng 5.
Sau khi Thế Chiến II chấm dứt vào tháng 8, 1945, Ủy ban điều tra tội ác chiến tranh Australia mở cuộc điều tra xem hạm trưởng I-177, Trung tá Hải quân Hajime Nakagawa, sống sót qua chiến tranh, có chịu trách nhiệm trong việc đánh chìm Centaur. Họ không thể kết tội Nakagawa do có những nghi vấn, và Nakagawa từ chối trả lời về sự kiện đánh chìm Centaur, cho dù để tự bào chữa cho mình. Dù sao, Nakagawa vẫn bị kết tội do đã ba lần ra lệnh xả súng máy bắn vào những người sống sót trong khi chỉ huy tàu ngầm I-37 vào tháng 2, 1944, và bị kết án bốn năm tù.

#### Chuyến tuần tra thứ hai
I-177 khởi hành từ Truk vào ngày 14 tháng 6 cho chuyến tuần tra thứ hai, tiếp tục tại khu vực dọc bờ biển phía Đông Australia. Ngay khi vừa đi đến khu vực tuần tra được chỉ định vào ngày 30 tháng 6, nó được lệnh chuyển sang khu vực quần đảo Solomon giữa đảo Santa Isabel và New Georgia, nơi phía Đồng Minh vừa khởi sự Chiến dịch New Georgia, để tấn công lực lượng Hoa Kỳ ngoài khơi đảo Rendova. Đi đến khu vực tuần tra mới vào ngày 6 tháng 7, chiếc tàu ngầm không tìm thấy mục tiêu nào đáng kể. Đến ngày 20 tháng 7, nó được điều về Hạm đội Khu vực Đông Nam, và kết thúc chuyến tuần tra khi đi đến căn cứ Rabaul trên đảo New Britain thuộc quần đảo Bismarck vào ngày 24 tháng 7.

#### Chiến dịch New Guinea
Sau khi đi đến Rabaul, I-177 được phân công hỗ trợ cho lực lượng Nhật Bản đang chiến đấu dọc bờ biển phía Bắc Papua New Guinea, trong khuôn khổ Chiến dịch New Guinea. Nó khởi hành từ Rabaul vào ngày 7 tháng 8 cho một chuyến đi tiếp liệu sang New Guinea, đi đến Lae, New Guinea vào ngày 9 tháng 8. Sau khi chất dỡ hàng hóa, nó lên đường cho chuyến quay trở về, đi đến Rabaul vào ngày 11 tháng 8. Nó rời Rabaul cho chuyến đi tiếp liệu tiếp theo vào ngày 22 tháng 8, đi đến Lae vào ngày 24 tháng 8, và quay trở về Rabaul vào ngày 26 tháng 8. Đến ngày 30 tháng 8, Thiếu tá Hải quân Zenji Orita tiếp nhận quyền hạm trưởng I-177, thay cho Trung tá Nakagawa chuyển sang chỉ huy chiếc I-37. I-177 bắt đầu chuyến đi tiếp liệu thứ ba từ ngày 1 tháng 9, khi nó cùng tàu ngầm Ro-106 rời Rabaul hướng đến Lae. Đến nơi vào ngày 3 tháng 9, nó chất dỡ hàng hóa rồi lên đường ngay sau đó để quay trở lại Rabaul, đến nơi vào ngày 5 tháng 9.
Khởi hành từ Rabaul vào ngày 10 tháng 9, I-177 thực hiện chuyến đi tiếp liệu thứ tư sang Lae, vốn bị đe dọa bởi cuộc đổ bộ lên bán đảo Huon của Sư đoàn 9 Quân đội Australia vốn đã bắt đầu từ ngày 4 tháng 9, khi Chiến dịch Salamaua–Lae sắp kết thúc. Vào ngày 13 tháng 9, chiếc tàu ngầm được lệnh chuyển hướng để tấn công lực lượng Đồng Minh đang đổ bộ lên Finschhafen, New Guinea, nhưng nó không tìm thấy mục tiêu nào tại đây, nên tiếp tục hành trình hướng sang Lae. Khi đến nơi vào ngày 14 tháng 9, nó bị lực lượng Đồng Minh tấn công, và sau khi chất dỡ hàng tiếp liệu nó trở ra khơi cho chặng quay trở về. Chiều tối hôm đó, trong khi di chuyển trên mặt nước, I-177 nghe thấy tiếng chân vịt của nhiều tàu khu trục Hoa Kỳ ở khoảng cách gần. Cho rằng đã bị tàu khu trục đối phương phát hiện qua radar, I-177 lặn xuống đến độ sâu thử nghiệm 100 m (330 ft) và chờ đợi những quả mìn sâu, nhưng nó đã không bị tấn công. Trong giai đoạn này, Đội tàu ngầm 22 được giải thể vào ngày 15 tháng 9, và con tàu phối thuộc trực tiếp cùng Đệ Lục hạm đội. Nó về đến Rabaul vào ngày 17 tháng 9.
Vào ngày 19 tháng 9, I-177 rời cảng Simpson Harbour, Rabaul để lặn sâu thử nghiệm, rồi quay về cảng cùng ngày hôm đó. Hai ngày sau đó, nó rời Rabaul cho một chuyến đi tiếp liệu đến Finschhafen. Trên đường đi vào ngày 22 tháng 9, nó được lệnh tấn công lực lượng Đồng Minh tại khu vực Finschhafen, nên thủy thủ đã vứt bỏ hàng tiếp liệu trên boong xuống biển, và con tàu hướng đến khu vực đổ bộ, nơi nó trinh sát vào ngày 23 tháng 9. Nó đã không tấn công mục tiêu nào, tiếp tục đi đến Finschhafen, và chất dỡ số hàng tiếp liệu còn lại vào ngày 24 tháng 9 giữa các đợt không kích của đối phương. Chiếc tàu ngầm quay lại trinh sát khu vực đổ bộ một lần nữa vào ngày 25 tháng 9, bắt gặp nhiều tàu Đồng Minh nhưng không thể tấn công, và quay trở về Rabaul vào ngày 26 tháng 9.
I-177 khởi hành từ Rabaul vào ngày 2 tháng 10 cho chuyến đi vận chuyển tiếp liệu đầu tiên đến Sio, New Guinea. Nó đến nơi vào ngày 4 tháng 10, và sau khi chất dỡ hàng hóa đã lên đường quay trở lại Rabaul, đến nơi vào ngày 6 tháng 10. Chuyến thứ hai xuất phát từ Rabaul vào ngày 8 tháng 10, chất dỡ hàng tiếp liệu tại Sio trong ngày 10 tháng 10, và quay trở lại Rabaul vào ngày 12 tháng 10. Đúng ngày hôm đó, Không lực 5 Không lực Hoa Kỳ tiến hành ném bom Rabaul, vào lúc đó là đợt không kích lớn nhất tại Thái Bình Dương trong Thế Chiến II, với 349 máy bay tham gia tấn công các sân bay và cảng Simpson Harbour. I-177 neo đậu tại vùng biển sâu và đã lặn xuống ẩn nấp, nên đã không bị hư hại.
Trong tháng 10 và tháng 11, I-177 tiếp tục thực hiện các chuyến đi tiếp liệu từ Rabaul đến Sio. Nó rời Rabaul vào ngày 19 tháng 10, đi đến Sio vào ngày 21 tháng 10, và quay trở về Rabaul vào ngày 23 tháng 10. Chuyến tiếp theo xuất phát từ Rabaul vào ngày 26 tháng 10, đi đến Sio vào ngày 28 tháng 10, và quay trở về Rabaul vào ngày 30 tháng 10. Nó lại rời Rabaul vào ngày 2 tháng 11, đi đến Sio vào ngày 4 tháng 11, và quay trở về Rabaul vào ngày 6 tháng 11. Nó xuất phát từ Rabaul vào ngày 9 tháng 11, đi đến Sio vào ngày 11 tháng 11, và quay trở về Rabaul vào ngày 13 tháng 11. Đến ngày 20 tháng 11, nó cùng tàu ngầm Ro-108 rời Rabaul cho chuyến đi tiếp liệu đến Sio, đến nơi vào ngày 22 tháng 11, và quay trở về Rabaul vào ngày 24 tháng 11.
Ngay sau khi diễn ra Trận chiến mũi St. George trong đêm 24-25 tháng 11 tại vùng biển giữa đảo Buka và mũi St. George thuộc đảo New Ireland, I-177 xuất phát từ Rabaul vào ngày 25 tháng 11 để tìm kiếm những người sống sót từ tàu khu trục Yūgiri; nó đã cứu vớt 279 người, và tàu ngầm I-181 đã cứu thêm 11 người. Khi I-177 trên đường quay trở về Rabaul, nó bị một máy bay ném bom-tuần tra Lockheed PV-1 Ventura thuộc Liên đội Tuần tra VP-138 Hải quân Hoa Kỳ tấn công ngoài khơi mũi St. George vào ngày 26 tháng 11, nhưng chiếc tàu ngầm thoát được mà không chịu hư hại. Về đến Rabaul cùng ngày hôm đó, con tàu được tiếp liệu rồi trở ra khơi ngay; nó quay trở về Rabaul vào ngày 29 tháng 11.
Tại Rabaul vào ngày 30 tháng 11, I-177 tiếp nhận hàng tiếp liệu để vận chuyển sang New Guinea, rồi lên đường vào ngày 3 tháng 12, ghé đến Sio vào ngày 5 tháng 12, và quay trở về Rabaul vào ngày 7 tháng 12. Chuyến tiếp theo xuất phát từ Rabaul vào ngày 12 tháng 12, ghé đến Sio vào ngày 14 tháng 12, và quay trở về Rabaul vào ngày 15 tháng 12. Một lần nữa nó rời Rabaul vào ngày 16 tháng 12, ghé đến Sio vào ngày 17 tháng 12, rồi thực hiện một chuyến tuần tra ngắn phía Nam vịnh Marcus tại bờ biển New Britain từ ngày 18 đến ngày 20 tháng 12  trước khi quay trở về Rabaul vào ngày 21 tháng 12.
Sau khi rời Rabaul vào ngày 23 tháng 12 để chuyển hàng tiếp liệu đến Sio vào ngày 25 tháng 12, I-177 phát hiện nhiều tàu đổ bộ Đồng Minh, nhưng không thể tấn công. Nó quay trở lại Rabaul vào ngày 27 tháng 12, rồi lại lên đường vào ngày hôm sau cho chuyến đi tiếp liệu đầu tiên và duy nhất đến Garove thuộc quần đảo Vitu, đến nơi vào ngày 30 tháng 12. Chiếc tàu ngầm quay trở về Rabaul vào ngày 1 tháng 1, 1944.

### 1944
Vào ngày 3 tháng 1, 1944, I-177 rời Rabaul cho chuyến đi tiếp liệu thứ 12 đến Sio. Trên đường đi, nó được điều động sang Hải đội Tàu ngầm 1 vào ngày 5 tháng 1. Đi đến Sio vào chiều tối ngày 8 tháng 1, nó bắt liên lạc với lực lượng Nhật Bản đồn trú trên bờ. Một xuồng đổ bộ Daihatsu bắt đầu chất dỡ hàng tiếp liệu từ I-177, trong khi một xuồng khác xuất phát từ bờ đưa tướng Hatazō Adachi, Tư lệnh Tập đoàn quân 18, Chuẩn đô đốc Kyuhachi Kudo, Tư lệnh Đơn vị Căn cứ 7, cùng mười sĩ quan tham mưu của họ, để chuyển lên I-177. Đúng lúc đó, xuồng tuần tra phóng lôi PT-146 phát hiện I-177 qua radar ở khoảng cách 5.000 yd (4,6 km) nên cùng chiếc PT-143 tiếp cận để tấn công. Trinh sát viên của I-177 phát hiện đối thủ kịp thời, nên chiếc tàu ngầm phải lặn xuống, còn chiếc xuồng đưa tướng Adachi và những người cùng đi buộc phải quay trở lại bờ. Hai chiếc PT boat tiếp tục tìm kiếm trong khu vực, phát hiện qua radar từ khoảng cách 1 nmi (1.900 m) và nhìn thấy kính tiềm vọng I-177 qua radar ở khoảng cách 200 yd (180 m). Mỗi chiếc PT boat đã thả hai quả mìn sâu tấn công, nhưng I-177 thoát được mà không bị hư hại.
I-177 quay trở lại ngoài khơi Sio vào chiều tối ngày 9 tháng 1, nhưng lại đụng độ với xuồng PT boat Hoa Kỳ trong khu vực, nên thông báo cho lực lượng tại New Guinea rằng nó sẽ quay lại vào chiều tối ngày 10 tháng 1, và yêu cầu hỗ trợ đánh đuổi xuồng PT boat đối phương. Khi nó trồi lên mặt nước ngoài khơi Sio vào ngày 10 tháng 1, các chiếc PT-320 và PT-323 đã tiếp cận nó. Tuy nhiên các xuồng Daihatsu và sà lan bọc thép vũ trang đã phối hợp cùng I-177 đánh đuổi đối phương. Sau khi đón Adachi, Kudo cùng các sĩ quan tham mưu lên tàu, nó rời Sio lần sau cùng để hướng đến Madang, New Guinea, nơi các hành khách rời tàu lúc 12 giờ 00 ngày 11 tháng 1. Chiếc tàu ngầm quay trở về Rabaul vào ngày 15 tháng 1.
I-177 về đến Rabaul vài ngày sau khi Hải quân Nhật Bản quyết định bỏ căn cứ tàu ngầm tại đây. Sau một chặng dừng ngắn, nó lại lên đường vào ngày 15 tháng 1, rời Rabaul lần cuối cùng, ghé đến Truk từ ngày 18 đến ngày 20 tháng 1. Chiếc tàu ngầm tiếp tục hành trình quay trở về Nhật Bản, về đến Sasebo vào ngày 27 tháng 1, nơi nó được sửa chữa.

#### Bắc Thái Bình Dương
Vào ngày 25 tháng 2, I-177 được điều động sang Hạm đội Khu vực Đông Bắc để hoạt động tại vùng biển Bắc Thái Bình Dương. Sau khi hoàn tất sửa chữa, nó rời Sasebo vào ngày 22 tháng 3 để hướng lên phía Bắc, đi đến căn cứ Ōminato vào ngày 25 tháng 3. Nó khởi hành từ Ōminato vào ngày 11 tháng 4 để hoạt động tại vùng biển quần đảo Aleut, rồi quay trở lại vào ngày 27 tháng 5. Nó lại khởi hành từ Ōminato vào ngày 8 tháng 6 để thực hiện chuyến tuần tra tại vùng biển Bắc Thái Bình Dương về phía Đông quần đảo Kiril. Không bắt gặp mục tiêu nào đáng kể, nó quay trở về, dừng qua đêm 22-23 tháng 6 tại Ōminato trước khi tiếp tục hành trình, về đến Yokosuka vào ngày 25 tháng 6, nơi nó được sửa chữa. Trong thời gian này Đội tàu ngầm 22 được giải thể vào ngày 10 tháng 8, và con tàu được điều về Đội tàu ngầm 34.

#### Chiến dịch quần đảo Palau
Sau khi lực lượng Thủy quân Lục chiến Hoa Kỳ đổ bộ lên Peleliu vào ngày 15 tháng 9, và Lục quân đổ bộ lên Angaur hai ngày sau đó, I-177 rời Kure vào ngày 19 tháng 9 với Tư lệnh Đội tàu ngầm 34 trên tàu cho chuyến tuần tra ngoài khơi Palau, Halmahera tại Đông Ấn thuộc Hà Lan, và Mindanao tại Philippines. Khi nó đi đến khu vực tuần tra được chỉ định ngoài khơi Palau vào ngày 24 tháng 9, I-177 được lệnh trinh sát đảo san hô Ulithi thuộc quần đảo Caroline.

#### Bị mất
I-177 hoàn tất chuyến trinh sát Ulithi và đang di chuyển trên mặt nước để quay trở lại khu vực tuần tra ngoài khơi Palau, khi nó bị một thủy phi cơ tuần tra PBM Mariner thuộc Liên đội Tuần tra Ném bom VPB-16 Hải quân Hoa Kỳ phát hiện qua radar vào chiều tối ngày 1 tháng 10. I-177 lặn khẩn cấp né tránh khi chiếc máy bay tuần tra tiếp cận, và chiếc PBM Mariner đã thả một quả ngư lôi Mark 24 FIDO dò âm tấn công, gây hư hại nặng cho I-177. Sau đó chiếc PBM Mariner thông báo vị trí chiếc tàu ngầm đối phương cho một đội tìm-diệt tàu ngầm hoạt động gần đó, được hình thành chung quanh tàu sân bay hộ tống USS Hoggatt Bay (CVE-75).
Hoggatt Bay đang ở một vị trí về phía Đông Bắc Angaur lúc 03 giờ 11 phút ngày 3 tháng 10, khi nó phát hiện I-177 qua radar ở khoảng cách 20.000 yd (18 km). Tàu hộ tống khu trục USS Samuel S. Miles (DE-183) được cho tách khỏi thành phần hộ tống của Hoggatt Bay để trinh sát mục tiêu. Đến 04 giờ 40, nó phát hiện I-177 di chuyển trên mặt nước nên bẻ lái để tiếp cận. I-177 lặn khẩn cấp để né tránh, nhưng Samuel S. Miles dò được tín hiệu sonar của chiếc tàu ngầm, nên bắn một loạt 24 quả đạn súng cối chống ngầm Hedgehog để tấn công. Sau loạt Hedgehog thứ hai, I-177 bị đánh chìm tại tọa độ 07°48′B 133°28′Đ / 7,8°B 133,467°Đ với tổn thất nhân mạng toàn bộ 101 người trên tàu, ở vị trí khoảng 12 nmi (22 km) cách nơi nó bị chiếc PBM Mariner tấn công.
Vào ngày 4 tháng 10, Bộ chỉ huy Nhật Bản ra lệnh cho I-177 quay trở về căn cứ sau khi hoàn tất việc trinh sát đảo san hô Ulithi, nhưng chiếc tàu ngầm đã không hồi đáp. Đến ngày 18 tháng 11, Hải quân Nhật Bản công bố I-177 đã bị mất tại khu vực Palau với tổn thất toàn bộ thủy thủ đoàn. Tên nó được cho rút khỏi đăng bạ hải quân vào ngày 1 tháng 3, 1945.